# Dmitri Nikolajewitsch Tschitschagow

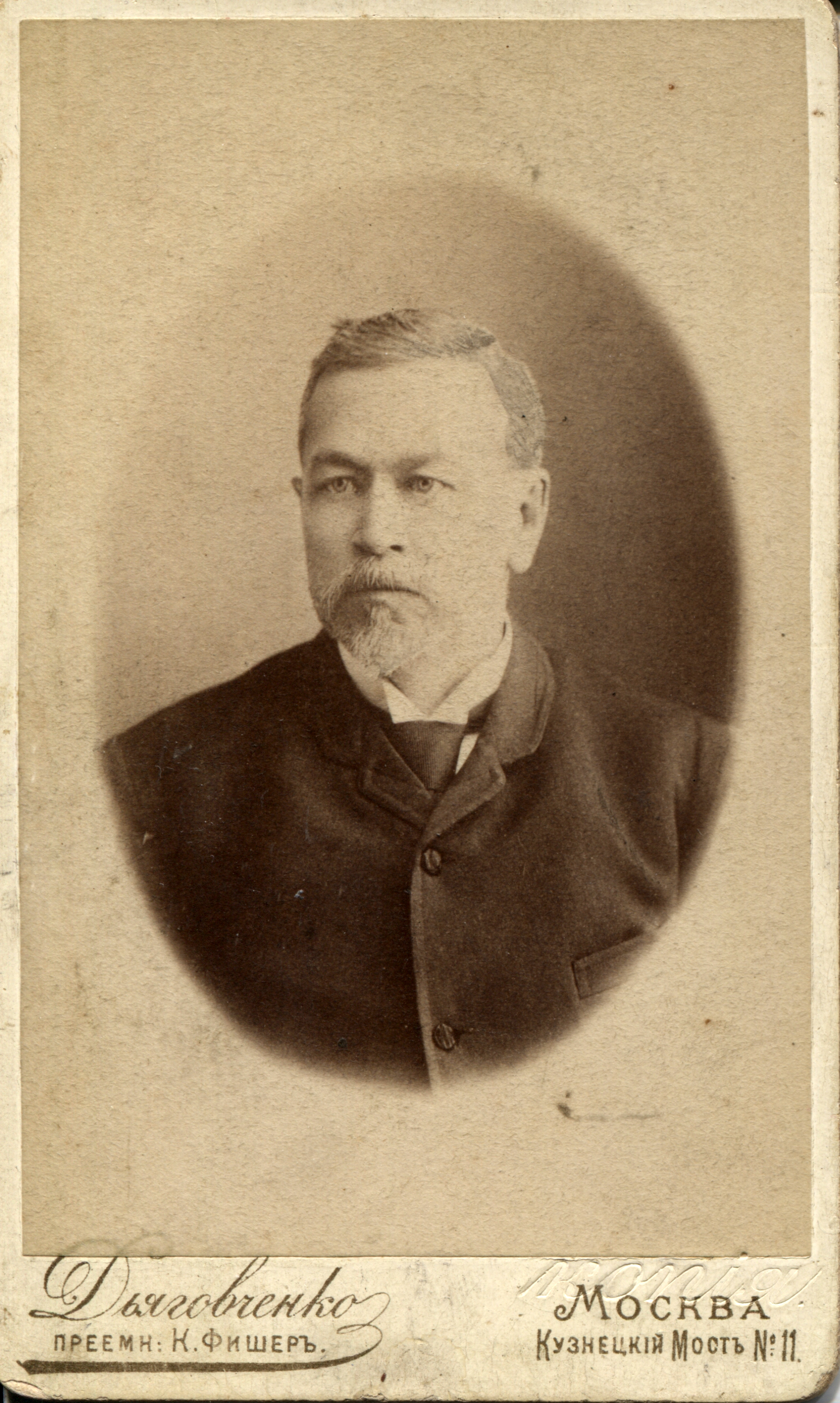
Dmitri Nikolajewitsch Tschitschagow (1890)

Dmitri Nikolajewitsch Tschitschagow (russisch Дмитрий Николаевич Чичагов; * 22. Augustjul. / 3. September 1835greg. in Moskau; † 22. Junijul. / 4. Juli 1894greg. in Kunzewo) war ein russischer Architekt und Hochschullehrer.

## Leben
Tschitschagow war der Sohn des am Bau der Moskauer Christ-Erlöser-Kathedrale und des Großen Kremlpalasts beteiligten Architekten Nikolai Tschitschagow. 1850–1859 studierte Tschitschagow in Moskau an der Hofarchitekturschule. Er blieb dann dort als Lehrer und projektierte Bauten.
1866 wechselte Tschitschagow zur Moskauer Hochschule für Malerei, Bildhauerei und Architektur (kurz MUSchWS). Zu seinen Schülern gehörten Fjodor Schechtel und Iwan Maschkow. 1871–1872 war Tschitschagow Chefarchitekt der Polytechnischen Ausstellung in Moskau. Bekannt wurde er, als er 1879 zusammen mit seinem jüngeren Bruder Michail Tschitschagow in Moskau das Haus für Wikula Jelissejewitsch Morosow (Enkel des Unternehmers Sawwa Wassiljewitsch Morosow und Vetter Sawwa Timofejewitsch Morosows) am Podsossenski Pereulok 21 baute.
1888 gewann Tschitschagow den Wettbewerb für den Bau des neuen Gebäudes für die Moskauer Stadtduma mit 38 Wettbewerbern. Bei den folgenden Prüfungen wurden Probleme bei den Fundamenten des alten Gebäudes festgestellt, auf denen das neue Gebäude erstellt werden sollte. Auch musste die Zufahrt zum Roten Platz verbreitert werden. Also wurde für die bisherigen Wettbewerber mit den besten Entwürfen ein zweiter Wettbewerb ausgeschrieben, den wieder Tschitschagow gewann. In dem neuen Projekt wurden die Holzdecken durch Betongewölbe mit Gusseisenträgern ersetzt. Tschitschagow hatte einen hellgrauen Anstrich vorgesehen, aber nach der Fertigstellung des Baus (1890–1892) wurde die rote Farbe gewählt. In den 1930er Jahren wurde das Gebäude das Lenin-Museum und 2012 das Museum des Vaterländischen Kriegs 1812.
1888–1889 baute Tschitschagow für Xenija Wassiljewna Kapzowa (1821–1895), Frau des Seidenfabrikanten Sergei Alexandrowitsch Kapzow (1816–1892), das Herrenhaus an der Woronzowo Pole Uliza 12 in Moskau.
Während der Amtszeit des Moskauer Stadtoberhaupts Nikolai Alexejew baute Tschitschagow viele öffentliche Gebäude in Moskau, darunter den von Warwara Morosowa initiierten und finanzierten ältesten öffentlichen kostenlosen Lesesaal, der die 1972 abgerissene Turgenew-Bibliothek wurde. Auch projektierte er öffentliche Gebäude und Kirchen für verschiedene Provinzstädte.
Tschitschagow gehörte zu den Gründungsmitgliedern der Moskauer Architektur-Gesellschaft (MAO), deren Vorsitzender er während seiner letzten Lebensjahre war.
Tschitschagow war zweimal verheiratet. Seine erste Frau Lidija Michailowna (* 1837)  war die Tochter des Architekten Michail Bykowski. Er hinterließ 11 Kinder, darunter fünf bekannte Künstler: der Kunstwissenschaftler Konstantin Dmitrijewitsch Tschitschagow (1867–1919), die Malerin Jelena Tschitschagowa-Rossinskaja (1874–1971), der Architekt Alexei Tschitschagow (1875–1921), die Malerin Olga Dmitrijewna Tschitschagowa (1886–1958) und die Malerin Galina Dmitrijewna Tschitschagowa (1891–1966).
Tschitschagow starb in seiner Datsche in Kunzewo und wurde auf dem Moskauer Wagankowoer Friedhof begraben. Seinen Grabstein hatte er selbst entworfen.

## Werke

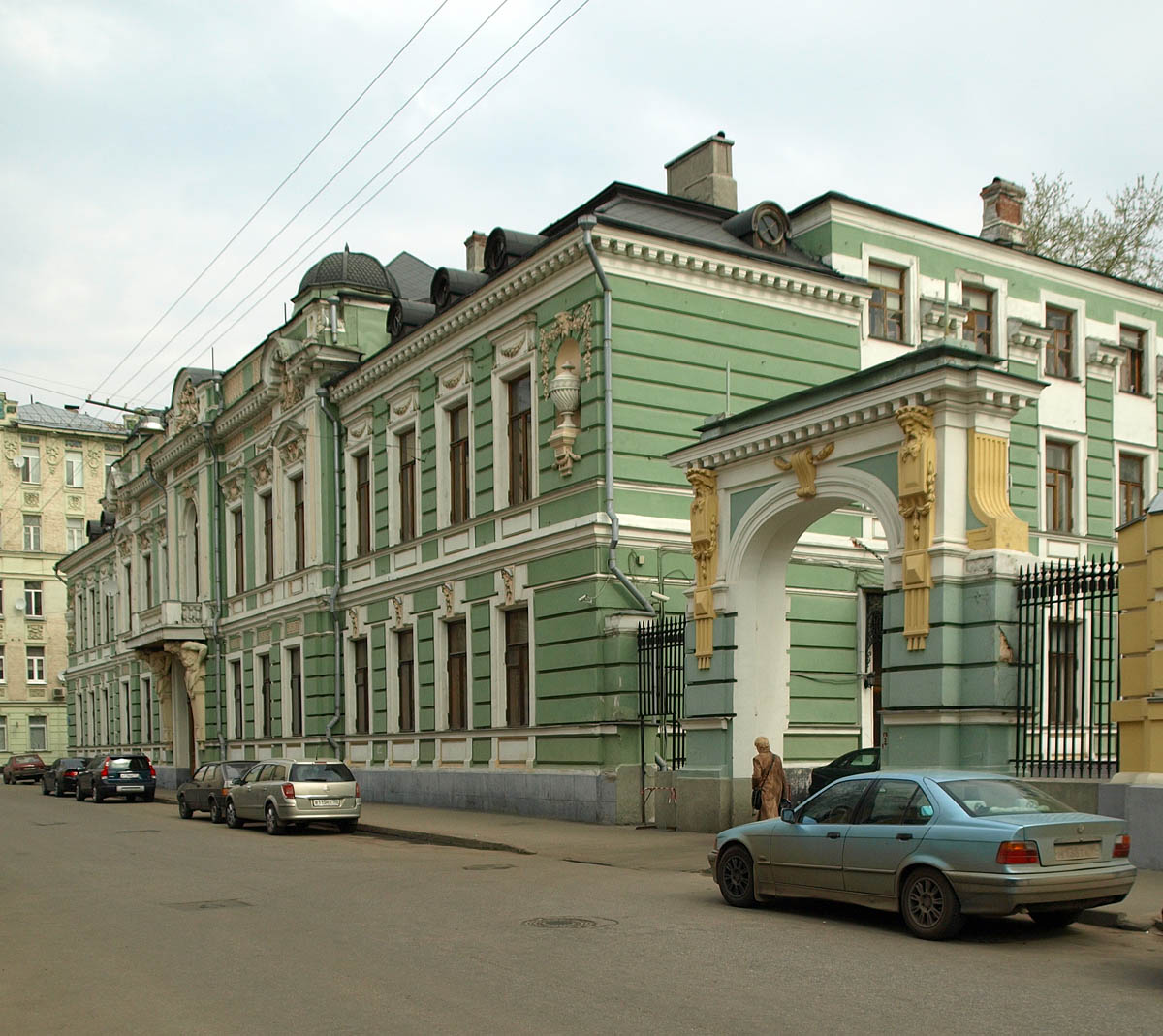
W.-J.-Morosow-Haus
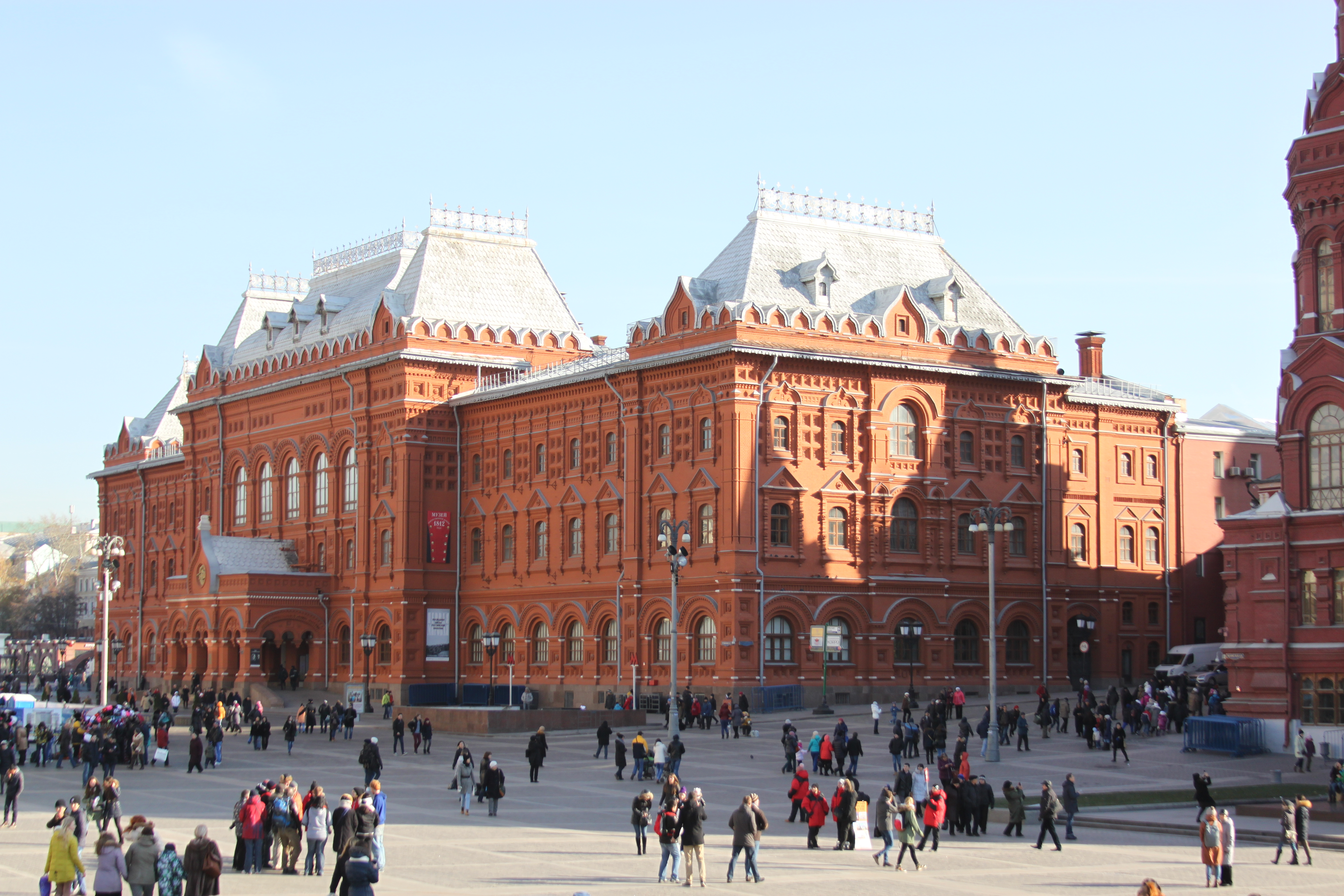
Moskauer Stadtduma
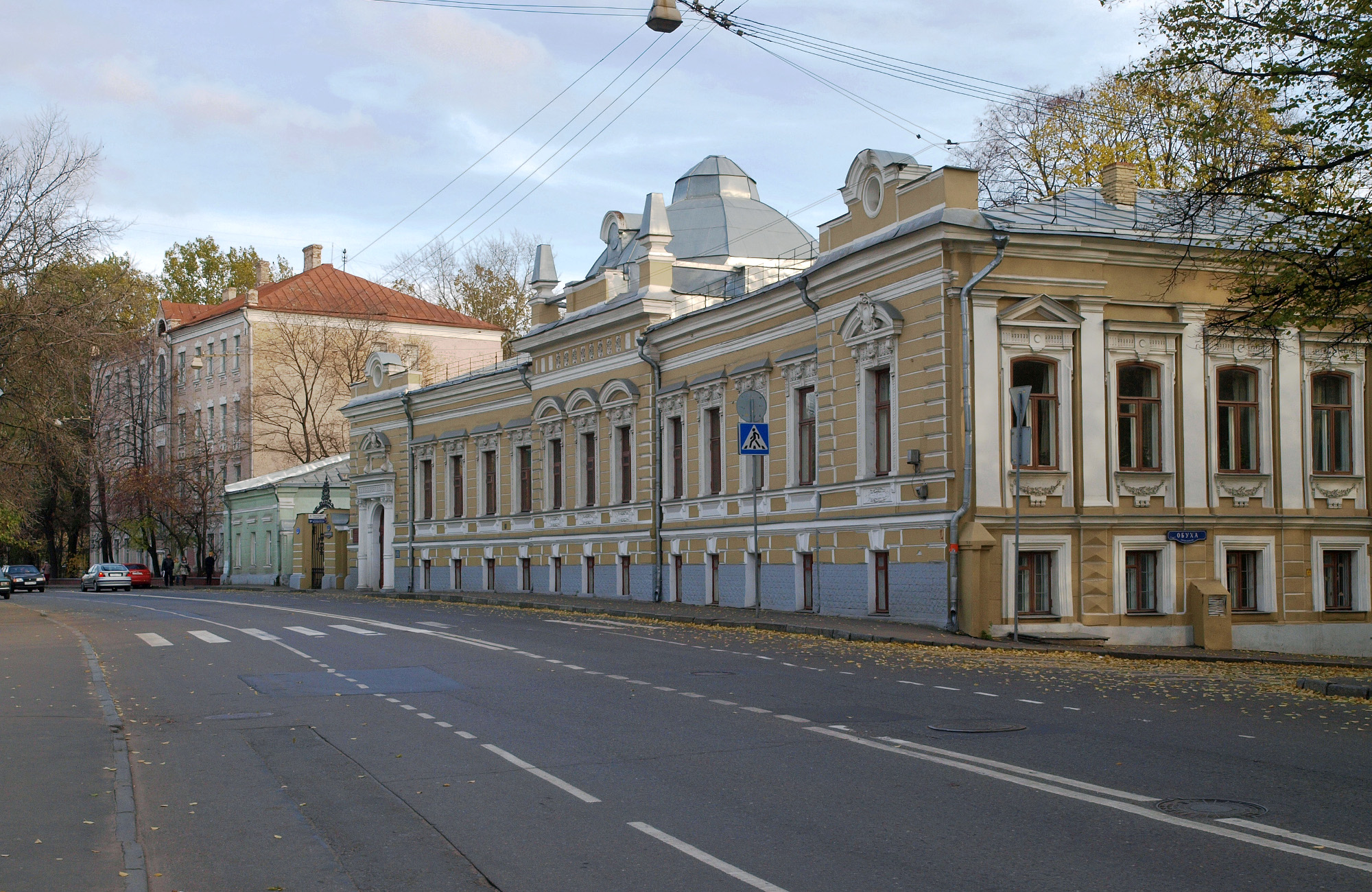
X.-W.-Kapzowa-Haus
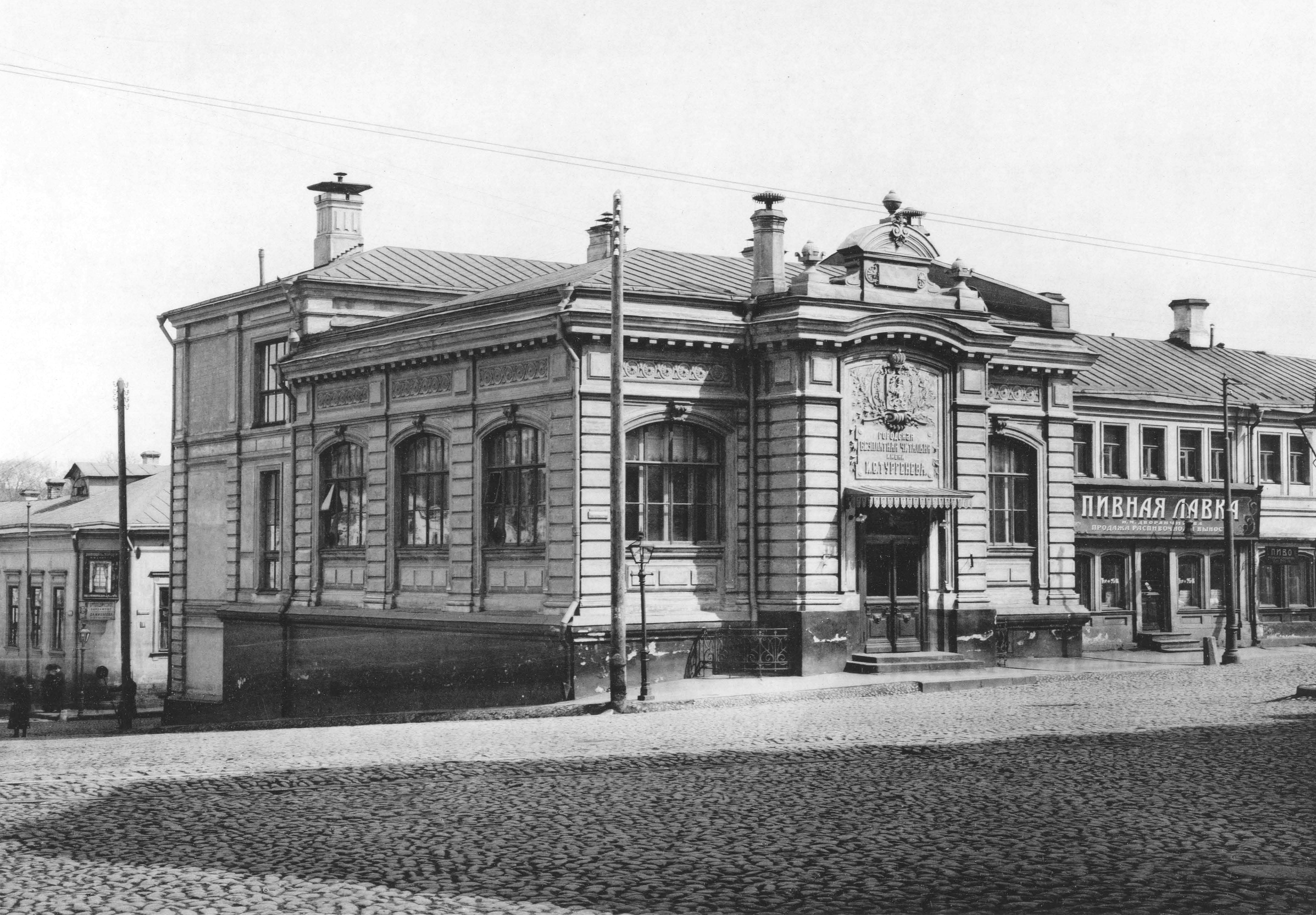
Turgenew-Bibliothek